# Casa Francesc Andreu
La casa Francesc Andreu és un edifici residencial situat al carrer de Jaume I, 14 de Barcelona, catalogat com a bé cultural d'interès local. Actualment, acull un hotel.

## Història

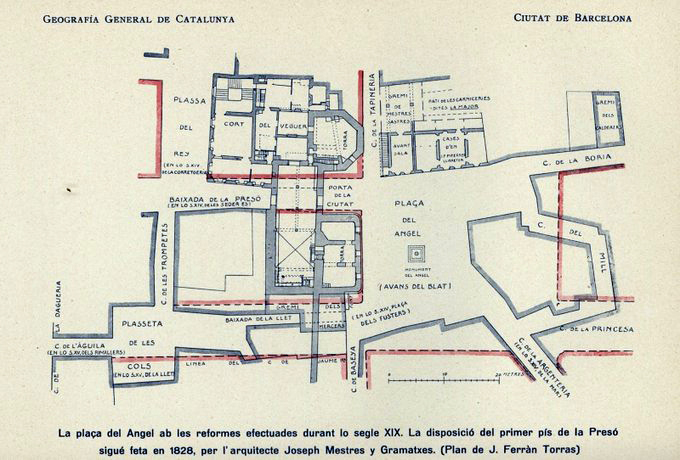
Traçat dels carrers de Jaume I i de Princesa a la zona entre la placeta de les Cols i la plaça de l'Àngel

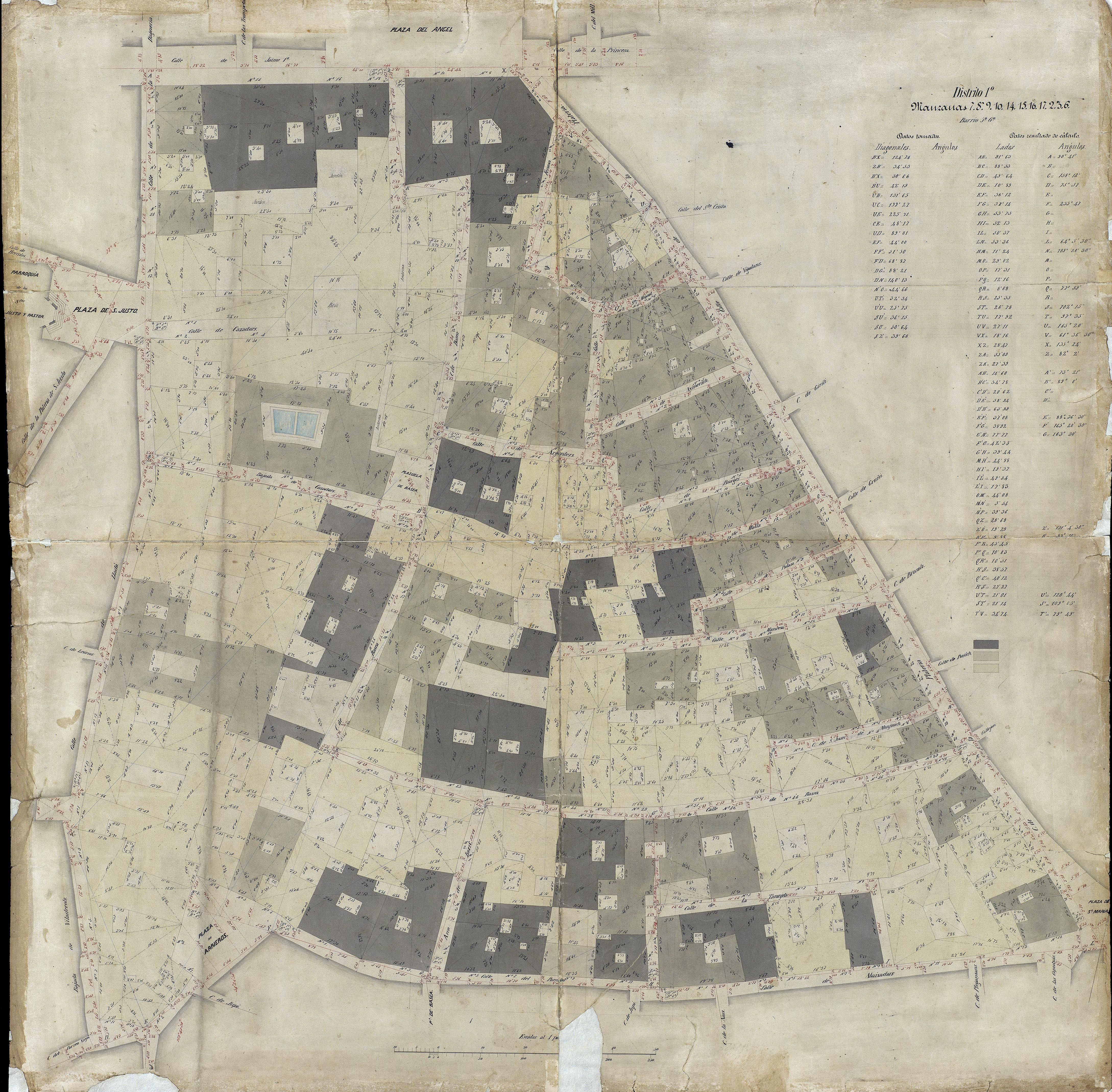
Quarteró núm. 16 de Garriga i Roca (c. 1860)

El 1774, Ramon Ignasi de Copons i d'Ivorra, marquès de la Manresana, i el seu fill Ramon Francesc de Copons i de Despujol van vendre a Francesc d'Ardèvol i de Ciurana una casa amb sis portals a la placeta de les Cols per 7.500 lliures. Tot seguit, Ardèvol en va fer agnició de bona fe d'una part al fuster Josep Sangerman, de qui passaria al seu fill Sebastià. Posteriorment, una altra part de la finca seria posada en subhasta pels creditors del seu net Francesc de Miró i d'Ardèvol, essent finalment adquirida el 1839 per l'advocat Francesc Andreu i Tramullas (†1866).
El 1844, arran de l'obertura del carrer de Jaume I, l'Ajuntament de Barcelona va iniciar l'expropiació d'una part de la casa d'Andreu, i el 1850, va fer el mateix amb la del seu veí Sangerman. L'any següent, ambdós propietaris pactaren la regularització dels límits de les seves finques de cara a la reedificació, i Andreu va encarregar-ne el projecte a l'arquitecte Francesc Daniel Molina, mentre que Sangerman ho va fer amb el mestre d'obres Ignasi Serrallach.
El 1858, Maria Dolors Andreu, filla de Francesc, es va casar amb el fabricant d'objectes de bronze i argent Francesc de Paula Isaura i Fargas, i la finca seria heretada pels seus fills.
El 1968, Miquel Gargallo va comprar la finca i hi va obrir l'Hotel Gótico, que formaria part del grup hoteler Gargallo.

## Descripció
És un edifici de grans dimensions, que consta de planta baixa, entresòl, tres pisos, golfes i terrat. A la façana hi ha set obertures per planta que segueixen els mateixos eixos longitudinals. La planta baixa i l'entresòl fan un conjunt clarament separat dels pisos superiors. Les cinc obertures centrals són allindades i les de l'entresòl, una mica més estretes que les inferiors, donen a balcons sense voladís. En els extrems les obertures dels dos nivells s'uneixen per crear una gran volta d'arc de mig punt amb una llinda que separa un pis de l'altre. El parament és de carreus llisos excepte en els extrems on són substituïts per carreus encoixinats.
Al primer pis s'alternen tres balcons individuals amb dos dobles. Aquests tenen la barana de ferro forjat i les llosanes es recolzen sobre mènsules. Sota el balcó central hi ha la data 1852 en números romans. Al segon pis les obertures s'obren a balcons individuals de característiques similars als inferiors. En aquests dos pisos, emmarcant les cinc finestres centrals, hi ha unes grans pilastres que recorren el mur; aquestes es recolzen sobre un basament, tenen el fus acanalat, capitell corinti i aguanten un entaulament que fa de balcó corregut al tercer pis. El parament està arrebossat i pintat.
Al tercer pis, les cinc obertures centrals s'obren al balcó corregut amb barana de ferro forjat i pilars que segueixen els mateixos eixos que les pilastres i es coronen amb gerros i flors de terra cuita. Les obertures dels extrems donen a balcons individuals. El parament d'aquest nivell fa línies horitzontals en l'estuc.
Fixades sobre la façana, a les plantes segona i tercera, es conserven les barres on es penjaven les persianes de lamel·les de fusta que protegien les obertures. El coronament té un fris on s'obren els ulls de bou de les golfes i, per sobre, una cornisa.